# Fonderie de canons de Strasbourg
La fonderie de canons est un monument historique situé à Strasbourg, dans le département français du Bas-Rhin.

## Localisation
Ce bâtiment est situé au 18, place Broglie à Strasbourg.

## Historique
Construite en 1642, la fonderie est installée à l'emplacement de l'ancien arsenal de la ville de Strasbourg constitué à partir de 1430 derrière le mur d'enceinte du XIIIe siècle. Sa construction utilise les bâtiments d'un couvent de Clarisses et une partie des fortifications urbaines.
Après le rattachement au royaume de France en 1681, la fonderie strasbourgeoise, qui avait fait la fortune de la ville, perd son autonomie en même temps que son arsenal de 270 pièces, parti à Paris : elle devient fonderie royale.
On y a fondu en particulier le « Sompteux », canon en bronze bénéficiant des innovations techniques ayant vu le jour à Strasbourg sous l’impulsion des nouveaux directeurs nommés par le roi.
L'édifice fait l'objet d'une inscription au titre des monuments historiques depuis 1929.

## Architecture
Le bâtiment, en plan rectangulaire, fut légèrement transformé pour recevoir les pièces d'artillerie qui venaient d'être fondues. Son pignon principal, à trois étages, percé d'un portail à fronton, est orné d'enroulements ajoutés au XVIIIe siècle.